# Anita Gershman
Anita Gershman est une productrice américaine de films indépendants ayant exercé cette activité peu avant et peu après 2000.

## Filmographie
- 1999 : Une locataire idéale (Stranger in My House ; autre titre Cauchemar à domicile)
- 1999 : Un meurtre parfait (Her Married Lover)
- 1999 : Rites of Passage
- 1999 : Time Served (téléfilm)
- 2000 : Une si ravissante voleuse (Perilous) (téléfilm)
- 2000 : Une baby-sitter trop parfaite (The Perfect Nanny)
- 2000 : Seul avec son double (Alone with a Stranger)
- 2000 : À visage découvert (Above Suspicion)
- 2000 : Sous le masque d'un ange (The Stepdaughter)
- 2000 : Can't Be Heaven
- 2001 : D'une vie à l'autre (She's No Angel, téléfilm)
- 2001 : Mariage mortel (The Perfect Wife), téléfilm de Don E. FauntLeRoy
- 2001 : La Justice d'une mère (A Mother's Testimony) (téléfilm)
- 2001 : Spirit (téléfilm)
- 2001 : Rain de Robert J. Wilson
- 2001 : Night Class (autre titre : Seduced by a Thief)
- 2001 : Face Value
- 2001 : Blind Obsession
- 2001 : Scandale à l'hôpital (Malpractice ; autre titre : Pratique douteuse)
- 2001 : L'Amour en partage (Above and Beyond ; autre titre : Le Grand Secret)
- 2001 : Le Doute en plein cœur (Living in Fear)
- 2001 : Face au tueur (Facing the Enemy)